# Rzut pionowy w górę
Rzut pionowy – ruch w polu grawitacyjnym Ziemi z prędkością początkową skierowaną pionowo do góry oraz przyjętymi przybliżeniami:
- pomija się opory ruchu,
- prędkość rzutu jest na tyle mała, że osiągnięta wysokość jest znacznie mniejsza od promienia ziemi (co pozwala na przyjęcie założenia, że pole grawitacyjne jest jednorodne),
- pomija się efekty związane z ruchem obrotowym Ziemi.

Rzut pionowy jest szczególnym przypadkiem rzutu ukośnego, w którym kąt rzutu jest równy 90°. Sinus 90° jest równy 1. Czas wznoszenia w rzucie pionowym wynosi:
{\displaystyle t_{w}={\frac {v_{0}\cdot \sin \alpha }{g}}={\frac {v_{0}\cdot 1}{g}}={\frac {v_{0}}{g}}.}

## Opis kinematyczny
Przyjmując dodatni zwrot osi w górę, jedyną siłą działającą podczas ruchu na ciało jest siła ciężkości o stałej wartości, działająca w kierunku zgodnym z kierunkiem ruchu ciała, dlatego ciało porusza się po linii prostej ruchem jednostajnie zmiennym.
Działająca siła:
{\displaystyle F=-mg}
Przyspieszenie ruchu tego ciała jest równe przyspieszeniu ziemskiemu, czyli jest skierowane pionowo w dół:
{\displaystyle a={\frac {F}{m}}=-g}
Zależność prędkości od czasu ruchu:
{\displaystyle v(t)=v_{0}-gt}
Zależność położenia, równoważnego wysokości (h) od czasu:
{\displaystyle h(t)=h_{0}+v_{0}t-{\frac {gt^{2}}{2}}}
Z powyższych zależności wynika, że ciało porusza się ruchem jednostajnie opóźnionym w górę, a po osiągnięciu najwyższego punktu ruchem jednostajnie przyspieszonym w dół.
Najważniejsze wnioski
Czas wznoszenia odpowiada sytuacji, gdy prędkość zmniejszy się do zera {\displaystyle (v(t)=0)} lub gdy {\displaystyle h(t)} osiąga maksimum:
{\displaystyle t_{w}={\frac {v_{0}}{g}}}
Maksymalna wysokość jaką osiąga ciało, odpowiada wysokości jaką osiągnie ciało w momencie {\displaystyle t_{w}{:}}
{\displaystyle h_{m}=h(t_{w})=h_{0}+{\frac {v_{0}^{2}}{2g}}}
Czas rzutu tr, po którym ciało wraca do punktu rzutu, odpowiada {\displaystyle h(t_{r})=h_{0}{:}}
{\displaystyle t_{r}={\frac {2v_{0}}{g}}=2t_{w}}
Co oznacza, że czas wznoszenia jest równy czasowi spadania.

## Opis energetyczny
Pole jednorodne jest polem zachowawczym, dlatego można do tego ruchu zastosować zasadę zachowania energii, co oznacza, że podczas ruchu nie zmienia się energia ciała.
Energia ciała jest sumą energii kinetycznej ciała i energii potencjalnej jednorodnego pola grawitacyjnego; przyjmując że energia pola grawitacyjnego na powierzchni ziemi jest równa zero {\displaystyle (h_{c}=0){:}}
{\displaystyle E={\frac {mv^{2}}{2}}+mgh_{c}={\frac {mv^{2}}{2}}+mg(h_{0}+h)}
W punkcie rzutu ciała energię określa wzór:
{\displaystyle E_{o}={\frac {mv_{0}^{2}}{2}}+mgh_{0}}
W najwyższym punkcie ruchu ciała prędkość ciała jest równa zero, zatem wzór na energię przyjmuje postać:
{\displaystyle E_{m}=mg(h_{0}+h_{m})}
Z powyższych wynika:
{\displaystyle E=E_{o}=E_{m}}
{\displaystyle v_{0}^{2}=v^{2}+2gh}
{\displaystyle v_{0}^{2}=2gh_{m}}
Gdzie:
- {\displaystyle g} – przyspieszenie ziemskie,
- {\displaystyle m} – masa ciała,
- {\displaystyle a} – przyspieszenie,
- {\displaystyle v} – prędkość,
- {\displaystyle t} – czas,
- {\displaystyle h} – wysokość wznoszenia ciała, liczona od miejsca rzutu,
- {\displaystyle h_{0}} – wysokość miejsca rzutu od powierzchni ziemi,
- {\displaystyle h_{c}} – wysokość całkowita, liczona od powierzchni ziemi,
- {\displaystyle h_{m}} – wysokość maksymalna wznoszenia ciała,